# Stan Lee's Mighty 7
Stan Lee's Mighty 7 (SLAM 7) es la franquicia mediática de un original ficticio de un equipo de superhéroes publicado como título de un cómic de la línea Stan Lee Comics.

## Historia
Stan Lee's Secret Super Six, propiedad de Stan Lee en la compañía POW! Entertainment en conjunto con Andy Heyward de DIC Entertainment realizan la producción en conjunto de una serie de televisión en julio de 2003. La trama se basa adolescentes alienígenas con superpoderes enseñados por Lee sobre la humanidad.
En febrero de 2010, POW! se asoció con A Squared Entertainment de Andy Heyward (ahora parte de Genius Brands International) y Archie Comics para crear la línea impresa y digital de Stan Lee Comics comenzando con Stan Lee's Super Seven. En agosto, Super7, un fabricante de juguetes, demandó a POW! y a sus socios por Super Seven de Stan Lee Comics.
En marzo de 2012, se publicó el primer número de la miniserie de seis números rebautizada Stan Lee's Mighty 7. En marzo de 2013, Hub Network recogió su primer trabajo de POW, "Stan Lee's Mighty 7", película piloto animada que se emitió a principios de 2014. En enero de 2014, Stan Lee Comics tenía la segunda película en producción para su estreno a finales de 2014, mientras que una serie de televisión animada estaba en desarrollo y se esperaba que se estrenara en 2015 junto con la última película a principios de ese año.
El primer lote de acuerdos de licencia fue hecho en febrero de 2014 por Genius Brands en nombre de Stan Lee Comics. Black Lantern accedió a desarrollar un videojuego, mientras que Factory Entertainment tiene la licencia mundial de juguetes y Zak Designs tiene los productos para la hora de la comida y para llevar para Canadá y los Estados Unidos. Entre los concesionarios de ropa se encontraban Fame Jeans, Greensource, Adtn International y JCorp con lanzamientos de productos de primavera.
Dos películas más y una serie de televisión fueron planeadas para salir al aire en Hub Network, pero debido a que el canal fue reemplazado por Discovery Family; ninguna de estas producciones ha salido al aire hasta la presente fecha. También ese mes, A2 se fusionó con Genius Brands y el Heywards de A2 se hizo cargo de la gestión de las marcas Genius después de la fusión.

## Historieta

### Publicación
En febrero de 2010, se anunció la línea de cómics impresos y digitales de Stan Lee con el primer título "Stan Lee's Super Seven", que se lanzará en julio. Tom DeFalco fue elegido inicialmente como el autor principal. En el otoño, se esperaba que los webisodios animados se pusieran en marcha. En agosto, Super7, un fabricante de juguetes, demandó por el Super Seven de Stan Lee por infracción de marca registrada.
En marzo de 2012, se publicó el primer número de la miniserie de seis números rebautizada "Stan Lee's Mighty 7". Los dos primeros números se agotaron. Sólo se imprimieron tres números debido al interés en utilizar el concepto para una posible serie de animación o trilogía de películas. Se suponía que las cuestiones digitales se reanudarían en 2014, pero a partir de 2015 no se ha producido.

### Piloto
El concepto es que Stan Lee es un personaje de la historia, como él mismo, que se encuentra con dos grupos de extraterrestres a los que enseña a ser un equipo de superhéroes mientras los utiliza para escribir cómics. Los extraterrestres son 2 marshals que transportan a 5 criminales que se estrellan en la Tierra. Además de Lee, una agencia gubernamental encubierta es consciente de que aterrizan con un líder de una unidad militar que se convierte en un antagonista del equipo.

## Stan Lee's Mighty 7: Beginnings

### Historia de película
En abril de 2012, Stan Lee's Mighty 7 estaba programado para ser desarrollado en formatos de medios a través de A Squared Elxsi Entertainment LLC (A2E2). A2E2 es una joint-venture entre A Squared Entertainment (A2) y Tata Elxsi formada en enero de 2011 que Elxsi termina en octubre de 2012.
En septiembre de 2012, A2 firmó un acuerdo de distribución en el extranjero con PGS Entertainment para su biblioteca de programación, incluyendo la película de animación piloto Mighty 7 con una posible captación de 26 episodios. Además, Gaiam Vivendi Entertainment se convirtió en distribuidor de vídeo doméstico y Hub Network en su canal de estreno mundial de televisión.
PGS Entertainment compró Mighty 7 como una trilogía de películas animadas en MIP-TV en abril de 2013.
El 16 de marzo de 2013, Hub Network anunció el lanzamiento de la película piloto animada "Stan Lee's Mighty 7". Dos películas más y una serie de televisión fueron planeadas para salir al aire en Hub Network, pero debido a que el canal fue reemplazado por Discovery Family; ninguna de estas producciones ha salido al aire hasta la presente fecha.  También ese mes, A2 se fusionó con Genius Brands y el Heywards de A2 se hizo cargo de la gestión de las marcas Genius después de la fusión.
Comienzos se estrenó el 1 de febrero de 2014. El 15 de abril, "Stan Lee's Mighty 7: Beginnings" fue lanzado en DVD y Blu-ray a través de Cinedigm en Walmart y Sam's Club para una ventana inicial exclusiva. El DVD tenía un número de Stan Lee con material.

### Reparto
- Stan Lee como él mismo
- Armie Hammer como Strong Arm, el superhéroe con superfuerza.
- Christian Slater como Lazer Lord, el superhéroe que lanza bolas de energía láser.
- Mayim Bialik como Lady Lightning, que posee súper velocidad.
- Teri Hatcher como Silver Skylark, el superhéroe que vuela.
- Flea como Roller Man, que rueda en una gran bola y lanza a gran velocidad.
- Darren Criss como Micro, que se encoge de tamaño.
- Sean Astin como Kid Kinergy, cuyo superpoder es la telequinesia.
- Jim Belushi como el Sr. Cross, el líder de una división militar de operaciones encubiertas asignada a investigar los avistamientos de ovnis.
- Michael Ironside como Xanar, el líder de los alienígenas del planeta Taegon que esclavizan otros planetas y saquean sus recursos naturales".

## Stan Lee Comics
Stan Lee Comics, LLC es una empresa conjunta de POW! Entertainment y Genius Brands.

### Historia
En febrero de 2010, POW! se asoció con A Squared Entertainment de Andy Heyward (ahora parte de Genius Brands International) y Archie Comics para crear la empresa conjunta Stan Lee Comics. En agosto, Super7, un fabricante de juguetes, demandó a POW! y a sus socios por Super Seven de Stan Lee Comics.
El segundo título anunciado para el sello fue The Governator el 30 de marzo de 2011, y el título del cómic saldrá primero en 2012 como parte de un conjunto más amplio de lanzamientos. El título pronto quedó en suspenso con el resto de la franquicia en mayo de 2011.
En marzo de 2012, se publicó el primer número de la miniserie de seis números de Stan Lee Comics, rebautizada como "Stan Lee's Mighty 7". También en 2012, A2 se hizo cargo de la participación de Archies en Stan Lee Comics. En marzo de 2013, Hub Network transmitió su primer trabajo de Stan Lee Comics, "Stan Lee's Mighty 7", película piloto animada que se emitió el 1 de febrero de 2014.